# La Nación (1953-1956)
La Nación fue un diario matutino peruano fundado en Lima y que circuló de 1953 a 1956. Era un medio oficialista, al servicio del gobierno del general Manuel A. Odría.

## Historia
Empezó a circular el 28 de julio de 1953, el día de la celebración de Fiestas Patrias, que coincidía con el tercer aniversario de la instalación del gobierno constitucional del general Manuel Odría (considerado en realidad como una dictadura). Su director Carlos Hague Viale, a manera de presentación escribió el acápite titulado «Idearios y Propósitos», en el que decía lo siguiente:

«Con amplio espíritu nacionalista y plenos de fe en los grandes destinos de la patria queremos aportar nuestro esfuerzo intelectual, colaborando en el campo periodístico, a la gran obra de su progreso. De allí, que simbólicamente nos iniciemos en esta fecha bajo el signo de libertades, que vamos a defender serena pero decididamente, al calor de la admiración y la lealtad que debemos a los derechos trazados por los próceres de la independencia y los repúblicos ilustres del Perú...».

Su desenvolvimiento fue el de un diario menor, que nunca sobrepasó de unos pocos miles de ejemplares, aunque es de destacar que en sus páginas debutó el humorista Luis Felipe Angell, más conocido como Sofocleto.
Colaboraron en el diario: Jaime Galarza, Esther Allison, Manuel Vegas Castillo, Mario Florián, Néstor Gambetta, Juan José del Pino, Juan Bromley, Diego Camacho, Carlos Guzmán y Vera, Carlos Germán Belli, Ernesto Romero, Óscar Guzmán Marquina, Adolfo Esteves Chacaltana, entre otros.
Dejó de editarse en 1956, coincidiendo con el final del gobierno de Odría.